# Peribaea uniseta
Peribaea uniseta är en tvåvingeart som först beskrevs av Malloch 1930.  Peribaea uniseta ingår i släktet Peribaea och familjen parasitflugor. Inga underarter finns listade i Catalogue of Life.